# That Petrol Emotion
That Petrol Emotion — британская рок-группа, образованная в 1985 году (в Лондоне, Англия) бывшими участниками The Undertones, пригласившими к участию вокалиста-американца Стива Мэка.

## История группы
Уже дебютный сингл «Keen», вышедший в 1985 году на Demon Records, продемонстрировал, что музыканты намерены порвать с прошлым: звучание пластинки было резким и агрессивным. Дебютный альбом Manic Pop Thrill (1986) явил своего рода компромисс: не теряя прежних энергетики и мелодичности That Petrol Emotion перешли к исполнению более политически ориентированного и при этом крайне разнообразного рока, включавший в себя многочисленные жанровые элементы и имевшим некоторое сходство с пост-панком The Fall и PiL. Альбом поднялся на #1 в UK Indie Chart и удостоился восторженных рецензий; активно поддержал его и давний поклонник Undertones Джон Пил.
В это же время группа приобрела репутацию на концертной сцене: журнал Rolling Stone назвал их «гибридом The Clash и Creedence», а New York Times — «молодыми Rolling Stones в сочетании с Television».
Второй альбом Babble, выпущенный Polydor в 1987 году, вошёл в UK Top 40 и был восторженно встречен прессой (Rolling Stone включил его в список лучших альбомов года).
После выхода третьего альбома End of the Millennium Psychosis Blues Шон О’Нейлл покинул состав. В 1994 году группа распалась.
В марте 2008 вокалист Мэк объявил о воссоединении группы, а в августе That Petrol Emotion сыграли на фестивале Electric Picnic в Стрэдболли, Ирландия. В марте 2009 года группа выступила на фестивале в Остине, Техас.

## Дискография

### Синглы
- «Keen» (Pink Records — 1985)
- «V2» (Noise a Noise Records — 1985)
- «It’s A Good Thing» (Demon Records — April 1986)
- «Natural Kind Of Joy» (Demon Records — August 1986)
- «Big Decision» (Polydor Records — April 1987) UK #43
- «Swamp» (Polydor Records — July 1987)
- «Dance» (Polydor Records — July 1987) UK #64
- «Genius Move» (Virgin Records — October 1987) UK #65
- «Cellophane» (Virgin Records — September 1988)
- «Abandon» (Virgin Records — March 1990) UK #73
- «Hey Venus» (Virgin Records — September 1990) UK #49
- «Tingle» (Virgin Records — February 1991) UK #49
- «Sensitize» (Virgin Records — April 1991) UK #55
- «Detonate My Dreams» (Koogat Records — 1993)
- «Catch A Fire» (Koogat Records — 1993)

### Альбомы
- Manic Pop Thrill (Demon Records — May 1986) UK Album Chart #84
- Babble (Polydor Records — May 1987) UK #30
- End Of the Millennium Psychosis Blues (Virgin Records — September 1988) UK #53
- Chemicrazy (Virgin Records — April 1990) UK #62
- Fireproof (Koogat Records — 1993)
- Final Flame — Live at the Grand and the Tivoli Ballroom 1994 (Sanctuary Records — 2000)